# Radikalenerlass
Radikalenerlass, även Extremistenbeschluss, officiellt Grundsätze zur Frage der verfassungsfeindlichen Kräfte im öffentlichen Dienst, var ett beslut taget av förbundskansler Willy Brandt tillsammans med de tyska delstaternas regeringschefer 28 januari 1972.
Radikalenerlass var en följd av den intensiva jakt på vänsterextrema grupper i Västtyskland, främst Röda armé-fraktionen. Det innebar att personer där man kunde tvivla på deras demokratiska grundsyn kunde förvägras tjänst eller kunde avskedas. Det handlade om att personer som kunde tänkas bryta mot den tyska författningen inte skulle inneha offentliga tjänster. Radikalenerlass förknippas med Berufsverbot, d.v.s. arbetsförbud vilket de drabbade utsattes för. Fram till 1976 prövades nära en halv miljon personer. 428 personer kom att nekas tjänst eller avskedas som en följd av Radikalenerlass.